# Грандидьер, Егор Егорович
Егор Егорович фон Грандидьер (нем. George August von Grandidier; 6 (18) августа 1808 — 8 (20) октября 1854) — российский офицер, полковник Генерального штаба. Георгиевский кавалер (1852).

## Происхождение
Потомок французских гугенотов из Лотарингии, в середине XVII века переселившихся в Германию. Жак (Якоб) Грандидье (1726—1787) во время Семилетней войны поступил на английскую военную службу и некоторое время служил в Североамериканских колониях. Его сын Георг Август (1770—1808) был офицером прусской армии, затем перебрался в Курляндию. В 1803 году род фон Грандидьеров внесён в матрикул Пилтенской области, в 1819 году — Курляндской губернии.
Георг Август фон Грандидьер-младший родился 6 августа 1808 года в Нидербартау, спустя несколько месяцев после смерти отца.

## Служба
В чине портупей-юнкера Курляндского уланского полка участвовал в русско-турецкой войне 1828—1829 годов, за отличие в деле 29 мая 1828 года был произведён в корнеты, а по итогам кампании награждён орденом Св. Анны 4-й степени.
15 марта 1840 года штабс-ротмистр Грандидьер был переведён в Клястицкий гусарский полк, откуда 17 ноября 1842 года переведён в Генеральный Штаб капитаном, 8 декабря назначен квартирмейстером 3-й лёгкой кавалерийской дивизии. 11 апреля 1848 года произведён в подполковники, состоял при 2-м пехотном корпусе. 1 февраля 1852 года был награждён орденом Святого Георгия 4-й степени за 25 лет беспорочной службы в офицерских чинах. 11 апреля 1854 года произведён в полковники.
Во время Крымской войны участвовал в обороне Севастополя. Убит при бомбардировке города 8 октября 1854 года. Исключён из списков убитым 20 декабря.
Грандидьер упомянут в историческом романе М. М. Филиппова «Осаждённый Севастополь» (1889).

## Награды
- Орден Св. Анны 4-й ст. (28 января 1830)
- Орден Св. Анны 3-й ст. (8 октября 1845)
- Орден Св. Владимира 4-й ст. с бантом (22 марта 1850)
- Орден Св. Георгия 4-й ст. (1 февраля 1852; № 8940 по кавалерскому списку Григоровича — Степанова)

## Семья
Был женат (с 1843) на графине Марии Магдалене Забелло (1818—1844), сын Вильгельм Игнатий (1844—1906).